# Lalka (Podzamcze)

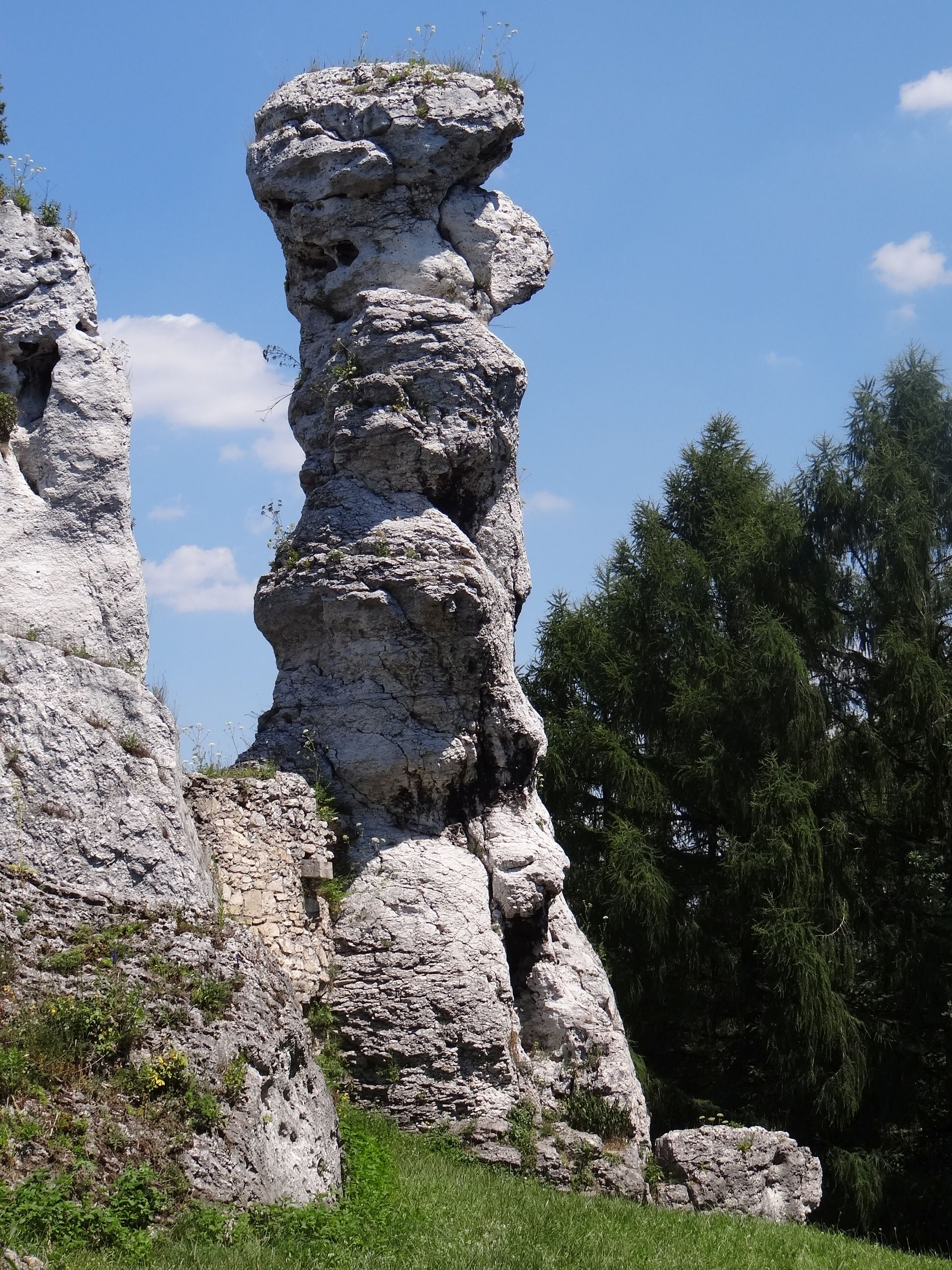

Lalka – skała w miejscowości Podzamcze w województwie śląskim, w powiecie zawierciańskim, w gminie Ogrodzieniec. Znajduje się przy zewnętrznych murach Zamku Ogrodzieniec, po jego południowej stronie. Nosi też nazwę Korkociąg, Skała Gorgoniowa. Ksantypa, Wieszczka. Znajduje się w grupie trzech skał. Wraz z sąsiednią skałą Sfinks nazywane są Dwiema Siostrami, znajdują się bowiem bardzo blisko siebie i mają wspólną podstawę. Trzecia skała to Niedźwiedź.
Lalka znajduje się na terenie otwartym. Zbudowana jest z twardych wapieni skalistych, ma postać słupa, wysokość 12 m, ściany pionowe i przewieszone z filarem. Prowadzi nią jedna droga wspinaczkowa: Lalka o trudności V w skali Kurtyki. Po raz pierwszy wspinaczy przeszli ją w latach 60. XX wieku. Ma zamontowane 4 ringi i stanowisko zjazdowe.

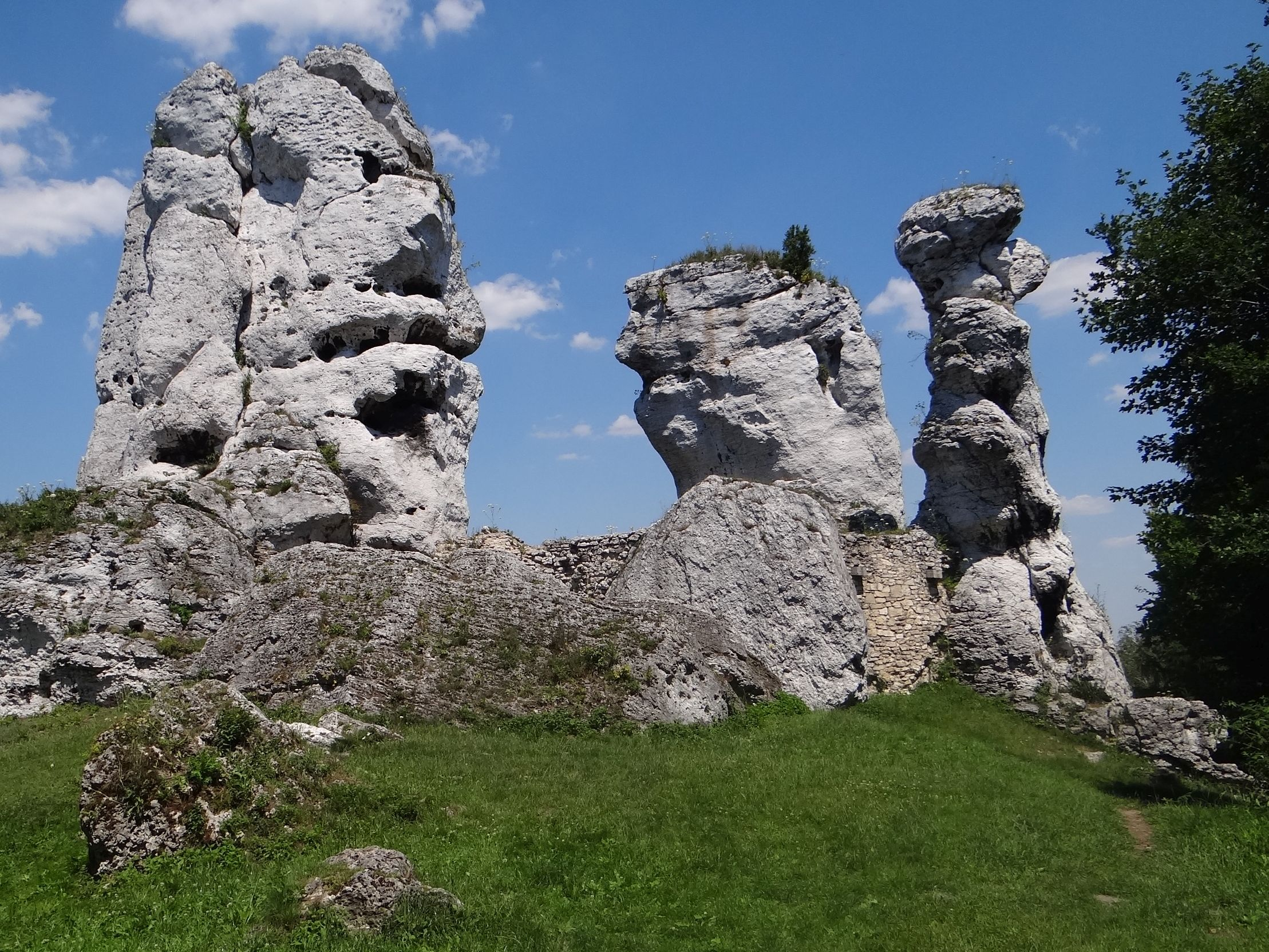
Niedźwiedź, Sfinks i Lalka

Obok Lalki, Niedźwiedzia i Sfinksa biegnie Szlak Orlich Gniazd – jeden z głównych szlaków turystycznych Wyżyny Krakowsko-Częstochowskiej.